# Anatoli Michailowitsch Albul
Anatoli Michailowitsch Albul (russisch Анатолий Михайлович Албул; * 6. Januar 1936 in Leningrad, heute Sankt Petersburg; † 13. August 2013 ebenda) war ein sowjetischer Ringer.

## Leben
Albul begann als Jugendlicher mit dem Ringen. Nach ersten größeren Erfolgen wurde er zu Spartak Leningrad delegiert. Bereits 1958, also im Alter von 20 Jahren, war er in der sowjetischen Spitzenklasse der Freistilringer angekommen, als er bei den sowjetischen Meisterschaften hinter dem erfahrenen Boris Kulajew und vor dem Georgier Nischeradse den 2. Platz belegte. 1957 wurde er bei den sowjetischen Meisterschaften dritter hinter Boris Michailowitsch Gurewitsch und vor Boris Kulajew.
Bei der II. Völkerspartakiade der UdSSR 1959 kam er im Halbschwergewicht hinter Boris Kulajew, Boris Gurewitsch und Schota Lomidse nur auf den 4. Platz. Auch 1960 konnte Albul die sowjetische Meisterschaft im Halbschwergewicht nicht gewinnen. Er wurde in diesem Jahr hinter seinen alten Rivalen Boris Kulajew und Boris Gurewitsch dritter Sieger. Trotzdem wurde er von den sowjetischen Funktionären für die Olympischen Spiele 1960 in Rom nominiert. Der 3. Platz, den er dort belegte und damit der Gewinn der Bronzemedaille war bei der hohen Erwartungshaltung sowohl für ihn als auch die Trainer und Funktionäre eine kleine Enttäuschung.
1961 wurde Albul sowjetischer Vizemeister im Halbschwergewicht hinter Boris Gurewitsch. 1963 wurde er bei den Weltmeisterschaften in Sofia im Mittelgewicht eingesetzt und kam dort hinter Prodan Gardschew aus Bulgarien aber vor Mansour Mehdizadeh aus dem Iran auf den 2. Platz.
Nach 1963 konnte Albul in der Sowjetunion bei der dort herrschenden harten Konkurrenz keine Spitzenplätze mehr erreichen, womit auch seine internationale Karriere beendet war.
Er studierte zudem an der Lesgaft-Akademie für Leibesübungen in Leningrad. Von 1965 bis 1974 war er als Tauchlehrer an der Höheren Marine-U-Bootschule (ВМУ подводного плавания им. Ленинского комсомола) in Leningrad tätig. Von 1974 bis 1987 war er Dozent an der Moschaiski-Akademie für Militärraumfahrt (Военно-космическая академия имени А. Ф. Можайского (ВКА)) in Leningrad.

## Internationale Erfolge
(OS = Olympische Spiele, WM = Weltmeisterschaft, F = Freistil, Mi = Mittelgewicht, bis 1961 bis 79 kg und ab 1962 bis 87 kg Körpergewicht, Hs = Halbschwergewicht, bis 1961 bis 87 kg und ab 1962 bis 97 kg Körpergewicht)
- 1957, 1. Platz, Internationale Sportspiele in Moskau, F, Hs, vor Nikola Stantschew, Bulgarien und Takagi, Japan;
- 1958, 1. Platz, World-Cup in Sofia, F, Hs, vor Gholamreza Takhti, Iran und Ibrahim Karabacak, Türkei;
- 1959, Punktsieger über György Gurics, im Länderkampf RSFSR gegen Ungarn;
- 1960, Bronzemedaille, OS in Rom, F, Hs, mit Siegen über Eugen Holzherr, Schweiz, Valko Kostow, Bulgarien und Daniel Brand, USA, einem Unentschieden gegen Viking Palm, Schweden und einer Niederlage gegen İsmet Atlı, Türkei;
- 1961, Punktniederlage gegen Gholam Reza Takhti im Länderkampf Georgische Sozialistische Sowjetrepublik gegen Iran;
- 1963, 2. Platz, WM in Sofia, F, Mi, mit Siegen über Tatsuo Sasaki, Japan, Russell Camilleri, USA und Ramadan Salahi, Jugoslawien und Niederlagen gegen Mansour Mehdizadeh, Iran und Prodan Gardschew, Bulgarien